# الردة (الرقة)
الردة قرية سورية تتبع ناحية السبخة في منطقة مركز الرقة في محافظة الرقة. بلغ عدد سكانها 398 نسمة في عام 2004 حسب إحصاء المكتب المركزي للإحصاء.